# 金沢市立東浅川小学校
金沢市立東浅川小学校（かなざわしりつ ひがしあさかわしょうがっこう、英語: Kanazawa Municipal Higashi-Asakawa Elementary School））は、石川県金沢市浅川町イ130番地に所在した公立小学校。1873年（明治6年）9月創立、2019年（平成31年）4月1日廃止。2013年からユネスコスクール加盟校。

## 概要
全校児童で構成する太鼓グループ「Asakawa太鼓」があり、地元の福祉施設などで演奏を開催していた。
2008年7月28日に浅野川が氾濫した際には、盛り土をされていた東浅川小学校は校舎の浸水こそしなかったものの、盛り土を迂回して加速して流れた河川水により周囲の住宅や工場が打撃を受けた。また、小学校のプールも破壊され、水道設備やコンクリート製の壁や床が水流に剥ぎ取られた。プールは地元住民の協力も受けて復旧作業が進められ、2009年の夏には再び使用可能となった。
2009年時点の児童数は49人、2019年時点で25人であった。金沢市立犀川小学校と統合される形で2019年3月に閉校した。
閉校後の旧東浅川小学校については、施設整備のうえ活用することが講じられており、金沢林業大学校の移転先とするとともに金沢市が計画する「森と市民をつなぐ拠点施設」として整備することが予定されている。